# Palais d’Antoniadis

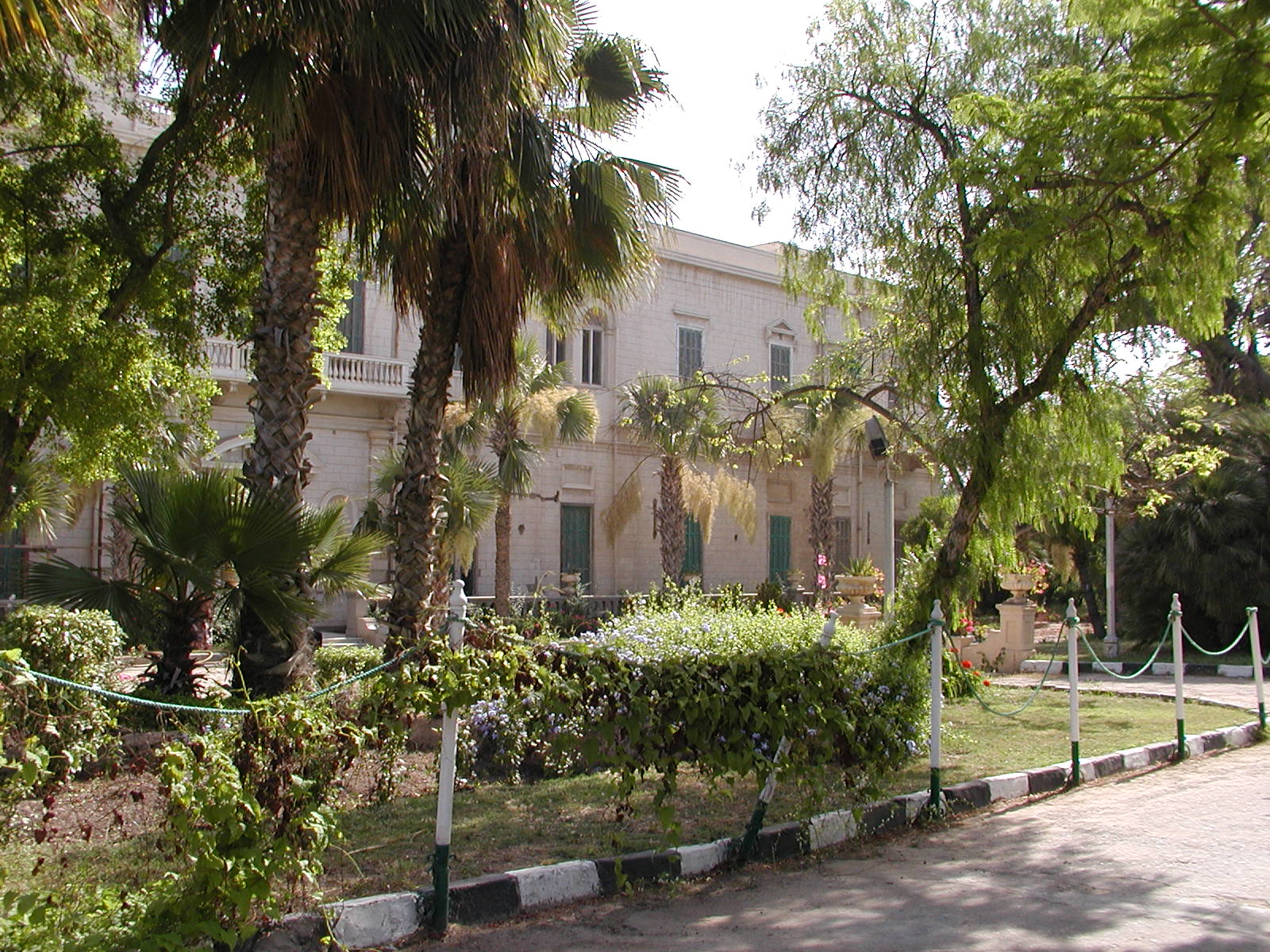
Palais d’Antoniadis

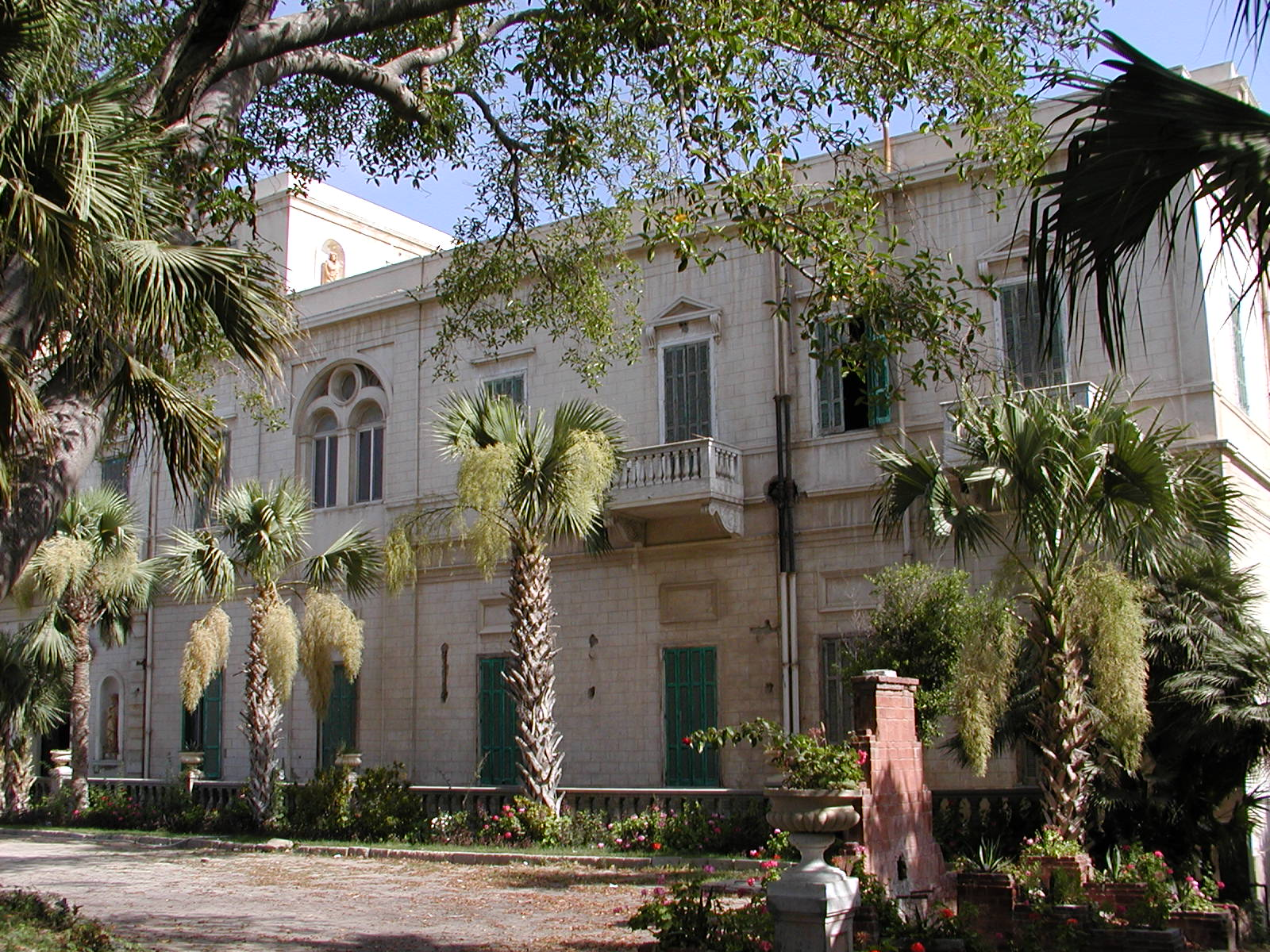
Palais d’Antoniadis

Das Palais d’Antoniadis ist ein Palais im Stil des Eklektizismus in Alexandria, das nach seinem Bauherrn Sir John Antoniadis benannt wurde. Dieser gab im Jahre 1860 den Auftrag, das Gebäude zu erbauen. Antoniadis wurde in Limnos geboren und erhielt die französische Staatsbürgerschaft, als er sich bei Geschäften in Marseilles aufhielt. Er war Gemeindevorsteher der griechischen Gemeinde Alexandriens und britischer Generalkonsul. Königin Victoria schlug ihn zum Ritter.